# بيل غريني
بيل غريني (بالإنجليزية: Bill Greene)‏ هو سياسي أمريكي، ولد في 30 نوفمبر 1930 في كانساس سيتي في الولايات المتحدة، وتوفي في 2 ديسمبر 2002 في ساكرامنتو في الولايات المتحدة. انتخب عضو جمعية ولاية كاليفورنيا.